# Jamie Lynn Broder
Jamie Lynn Broder (* 8. Juni 1985 in Victoria) ist eine kanadische Beachvolleyballspielerin.

## Karriere
Broder belegte bei der Junioren-Weltmeisterschaft 2004 in Porto Santo mit Kristina Long den 29. Platz. Ein Jahr später steigerte sich das Duo beim gleichen Wettbewerb in Rio de Janeiro auf den 19. Rang. Nachdem Broder 2008 ein Challenger-Turnier auf Zypern mit Maya Miguel gespielt hatte, trat sie 2009 beim Satellite in Vaduz erstmals mit Elizabeth Cordonier an. 2010 erlebten Broder/Cordonnier bei den Seoul Open ihre Premiere auf der FIVB World Tour an. In Kristiansand und Phuket kamen sie später jeweils auf den 25. Platz. 2011 spielte Broder mit Ashley Voth und verzeichnete als bestes Resultat ebenfalls einen 25. Platz in Québec. Beim letzten Turnier der Saison in Phuket stand sie mit ihrer neuen Partnerin Kristina Valjas auf dem Platz. 2012 spielten Broder/Valjas ihren ersten Grand Slam in Peking. Bei den Open-Turniere in Åland und Bang Saen erreichten sie jeweils den 17. Platz. 2013 gelangen ihnen auf der Continental Tour ein Sieg und ein fünfter Platz, bevor sie als Neunte der Fuzhou Open erstmals in die Top Ten bei der World Tour kamen. Außerdem qualifizierten sie sich für die WM 2013 in Stare Jabłonki. Dort schieden sie allerdings nach drei Niederlagen in den Gruppenspielen nach der Vorrunde aus. 2015 gewannen sie die Fuzhou Open. Bei den Olympischen Spielen 2016 in Rio de Janeiro belegten Broder/Valjas Platz neun. Ende 2016 trennten sich die beiden Kanadierinnen.